# مارك فيشر (كاتب)
مارك فيشر (بالفرنسية: Marc-André Poissant)‏ (و. 1953  م) هو كاتب كندي، ولد في مونتريال.